# Panthera tigris soloensis
O Tigre de Ngandong (nome científico: Panthera tigris soloensis) foi uma antiga subespécie de tigre extinta que viveu durante o período pleistoceno superior(a aproximadamente 195 mil anos), no que hoje é a Ilha de Java(que antes fazia parte do continente). É considerado o maior tigre que já existiu. Também é conhecido como Tigre Gigante do Pleistoceno Superior.
Os estudos sobre esta espécie são difíceis, pois são poucos os fósseis e estes também encontram-se em péssimo estado (os fósseis encontrados pertencem a cerca de 7 ou 10 exemplares). Os primeiros fósseis foram encontrados no vilarejo de Ngandong em Java.

## Características
Com base nos fósseis, acreditava-se que o Tigre de Ngandong possuía de  3,50 metros de comprimento até 4,25 metros , 1,30 metros na altura da cernelha e que pesava de 400 kg a 500 kg dados tirados após registros de fósseis, o tigre de Ngandong e o tigre dente de sabre são as maiores espécies de felinos de toda história. Porém, após a descoberta de um fêmur de 48 cm de comprimento, comparado ao maior fêmur de Tigre-siberiano já encontrado que media 43 cm e ao fêmur do extinto Leão-americano que possui no máximo 46 cm, os especialistas Hetler e Volmer(2007), considerando a medida do fêmur descoberto e utilizando a fórmula Anyonge, concluíram que o animal poderia ter 470 kg(1.040 lbs).